# Máy ảnh không gương lật

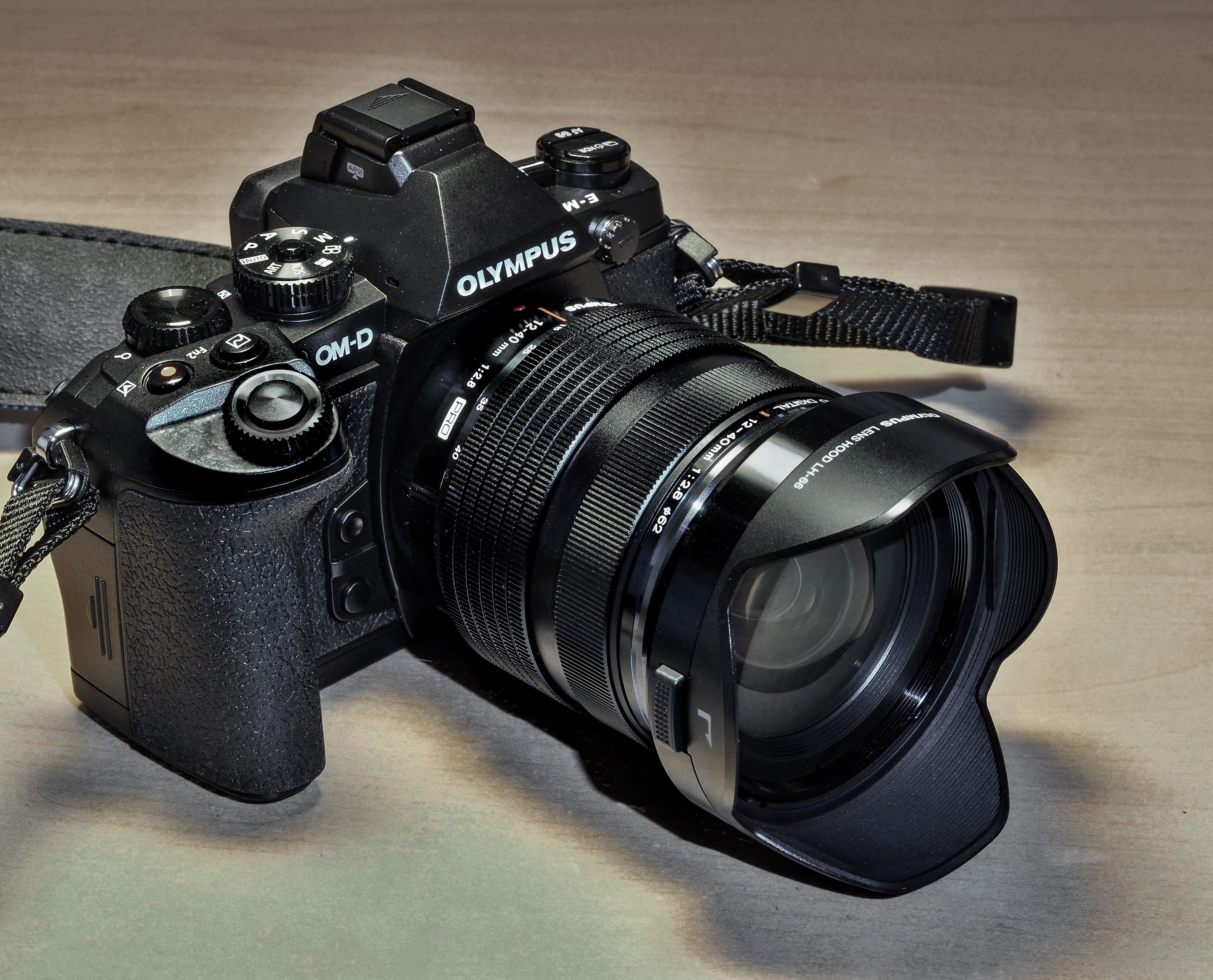
Olympus OM-D E-M1 (Mark I), năm 2013

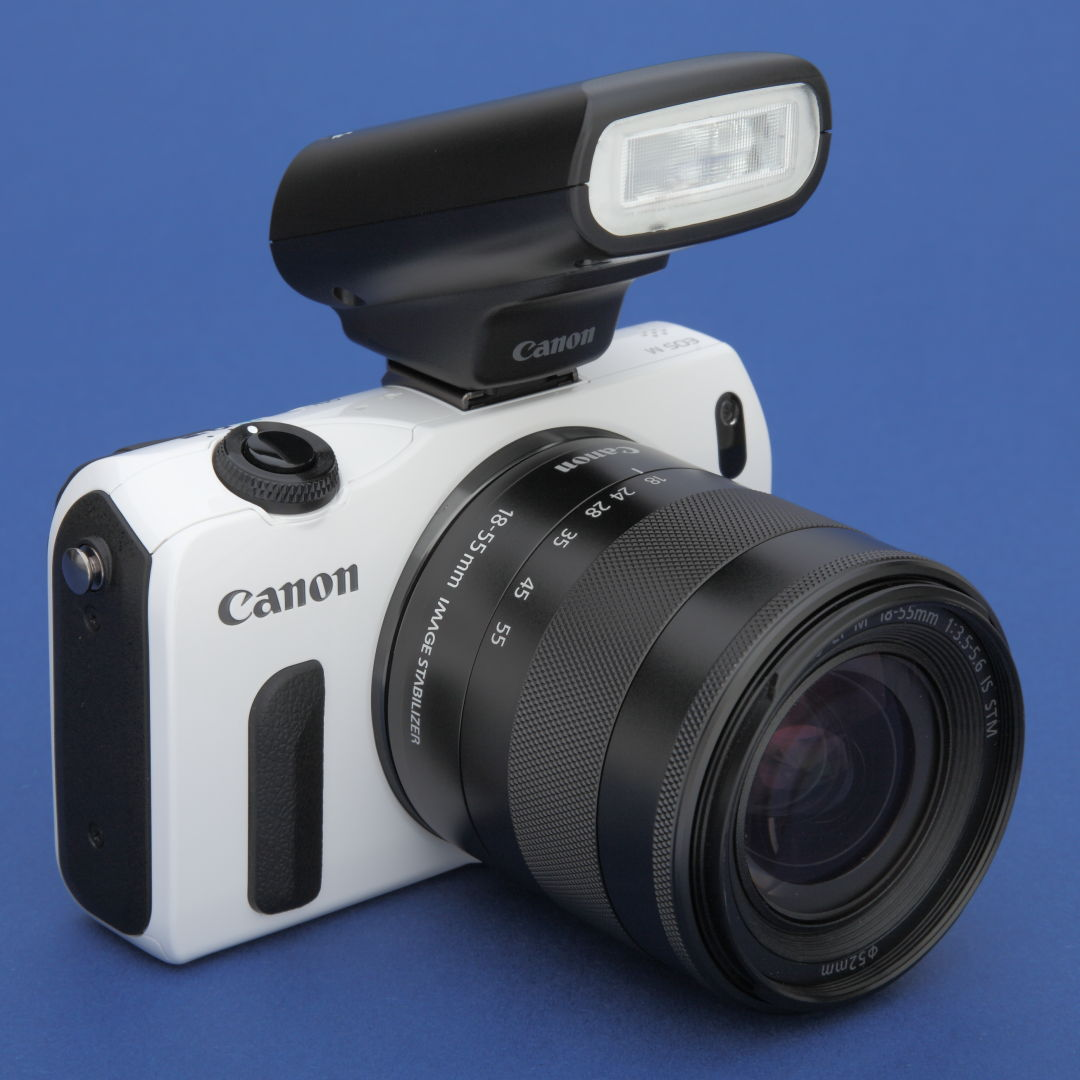
Canon EOS M, ra mắt năm 2012

Máy ảnh ống kính rời không gương lật (tiếng Anh: mirrorless interchangeable-lens camera, MILC) hay đơn giản là máy ảnh không gương lật, còn được gọi là máy ảnh không gương lật ống kính đơn kỹ thuật số (tiếng Anh: digital single-lens mirrorless, DSLM), là một máy ảnh có một thấu kính đơn, có thể tháo rời và một màn hình kỹ thuật số. Máy ảnh này không có gương phản xạ hoặc kính ngắm quang học như máy ảnh phản xạ ống kính đơn (DSLR) kỹ thuật số. Nhiều máy ảnh không gương lật có màn trập cơ học.